# Ramona Pierson
Ramona Pierson (nacido como Ramona Pierson en Palo Alto, California EE. UU.) es una mujer muy conocida en el mundo de las TIC . Es conocida por haber liderado varias empresas de Aprendizaje automático y actualmente ser la líder de los productos de aprendizaje de Amazon.

## Biografía
Ramona empezó su carrera en el cuerpo de Marines de los Estados Unidos en un escuadrón de ataque de la aviación. Un día paseaba con su perro y sufrió un trágico accidente, fue atropellada por un conductor borracho. Después de este accidente su carrera militar acabó, estando 18 meses en coma y completamente ciega durante casi 11 once después del siniestro.
Durante ese tiempo, Ramona volvió a la universidad donde trabajó duro para ser neurocientífica y también profesora. Centró sus estudios en la ciencia cognitiva y educacional para introducir en las empresas la inteligencia artificial y el "machine learning".
Después de superar toda esta desgracia, Ramona se convirtió en una persona mas fuerte y no tuvo problema en retomar sus inquietudes y sus ganas por el software. Su carrera como educadora empezó cuando se convirtió en líder de administración de distritos de los colegio públicos del estado de Washington. En este proyecto Ramona desarrolló software para usos específicos en la pedagogía y en toma de decisiones basadas en datos, es decir, creó un software para que los profesores enseñasen mejor.

## Logros profesionales
A lo largo de su extensa carrera, Ramona ha creado varias empresas y también liderado algunas otras.
Entre ellas destaca SynapticMash INC, una compañía fundada y creada desde los cimientos por esta exitosa y emprendedora mujer y de la que fue CEO desde su creación en 2007 hasta 2009. Estuvo envuelta en todos los aspectos como la innovación, creación e I+D de los productos desarrollados en esta empresa. Esta plataforma, revoluciona la forma de dirigir y gestionar las diferentes formas de educación. Actualmente ha delegado las funciones de CEO a otra persona para continuar con el trabajo que ella dejó hecho y elevar la compañía al TOP 20 Market. A pesar de este cambio, Ramona siguió en su empresa en diferentes sectores de ella para la continua mejora de ésta mostrando gran interés en el ámbito de la educación. Se desvinculó totalmente de esta en 2012.
En el año 2012, cofundó como CEO la empresa Declara, INC. Declara es una plataforma de aprendizaje automático social para la innovación y el desarrollo del capital humano. También se encargan de crear y proporcionar herramientas para el análisis predictivo orientadas a otras empresas y así poder alcanzar sus metas y proyectos de innovación. Sus proyectos están basados en Educación y el ámbito sanitario.
Este es un claro ejemplo de que una mujer como Ramona, a pesar de las duras circunstancias en las que se vio envuelta, ha sido perfectamente capaz de crear su propia empresa tecnológica. Cabe destacar que Ramona, durante su labor en Declara, escribió 6 patentes provisionales y 492 reclamaciones de patente para dicha empresa.
Actualmente, y desde agosto de 2017, se convirtió en líder de Productos de aprendizaje automático para nada más y nada menos que la prestigiosa Amazón.

## Eventos
Ramona ha participado en varios eventos sobre la actualidad que la compete en su mundo laboral, también relacionados con las mujeres pioneras y líderes.
| Fecha | Premio                                                            | Lugar                             |
| ----- | ----------------------------------------------------------------- | --------------------------------- |
| 2016  | La clave de la innovación: "Women, Technology, and the Enterpise. | Palo Alto, California. EE. UU.    |
| 2015  | GSV Piooner Summit                                                | Redwood City, California. EE. UU. |
| 2015  | GSV Capital Investor Day                                          | Redwood City, California. EE. UU. |
| 2015  | Glimpse SF                                                        | San Franciso, California. EE. UU. |